# Klaus Billand

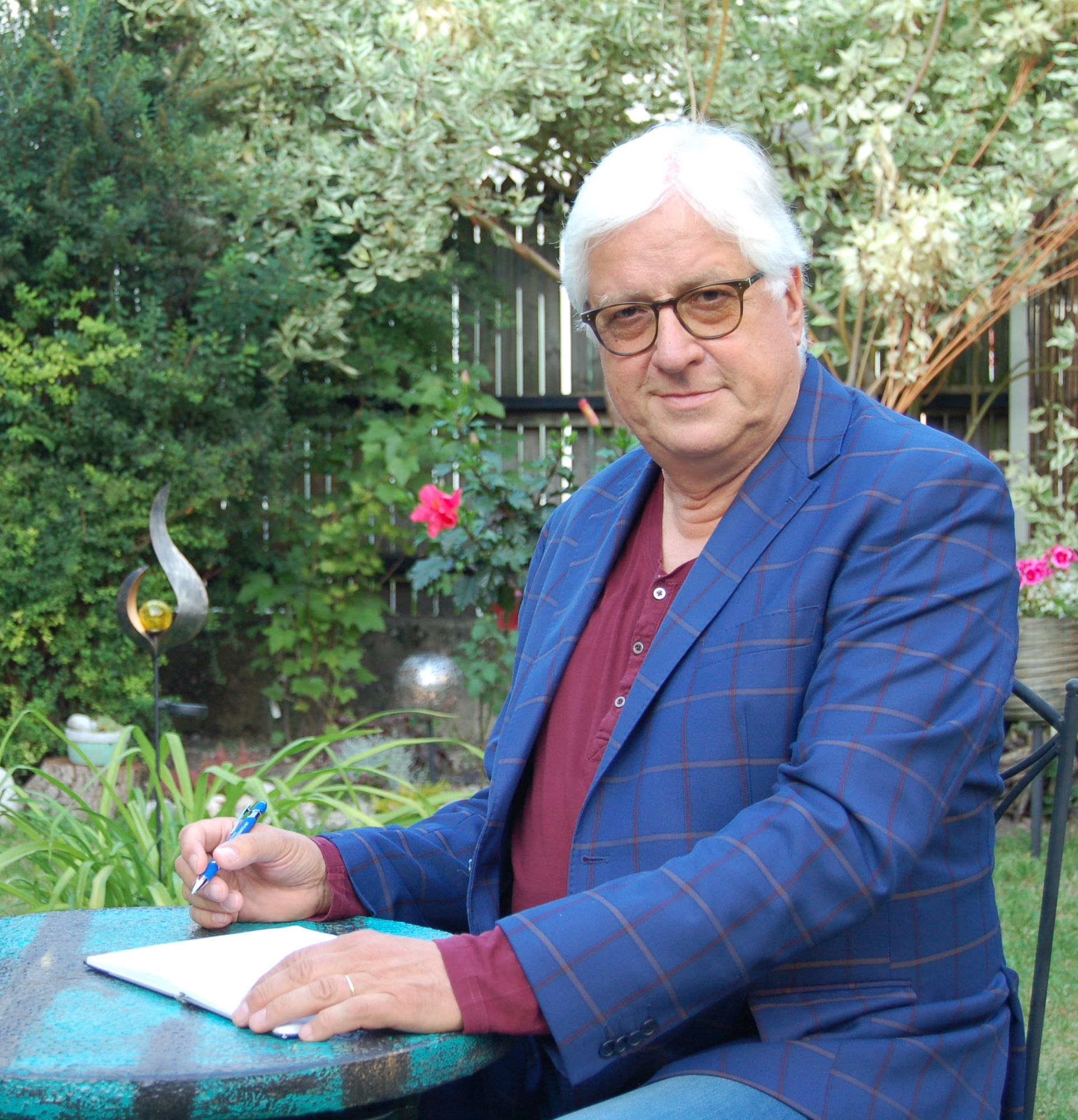
Klaus Billand (2020)

Klaus Billand (* 1952) ist ein deutscher Wirtschaftswissenschaftler und Opernkritiker.

## Leben und Wirken

### Beruflicher Werdegang
Billand absolvierte nach dem Abitur von 1971 bis 1973 in Wuppertal eine Ausbildung zum Bankkaufmann und studierte anschließend bis 1979 in Göttingen Volkswirtschaftslehre (Schwerpunkt Entwicklungstheorie- und Politik) mit dem Abschluss als Diplom-Volkswirt. 1988 wurde er bei  Wolfgang König an der Georg-August-Universität Göttingen zum Doktor der Wirtschaftswissenschaft promoviert mit einer Arbeit über die „Regionale Entwicklung aus einzelwirtschaftlicher Sicht unter besonderer Berücksichtigung der ländlichen Industrialisierung im Nordosten Brasiliens“ mit einem 18-monatigen Stipendium der Friedrich-Ebert-Stiftung in Nordost-Brasilien.
Seit 1983 war er für die UNIDO in Wien tätig, wo er für Programmentwicklungen in u. a. Lateinamerika, Afrika und Asien zuständig war. Von 1991 bis 1999 war er Länderdirektor der UNIDO in Brasilien und Argentinien, bis 2012 wirkte er als UN-Reform-Koordinator.

### Wirken als Opernkritiker
Die erste Rezension schrieb Billand 2001 zum Nürnberger Ring des Nibelungen von Stephen Lawless und rezensierte seitdem über 700 Opernaufführungen an über 100 Opernhäusern und Festivals in Europa, den USA, Südamerika, Asien und Australien. Er schreibt Rezensionen für Der Neue Merker, für Opera und den Orpheus sowie online für den Opernfreund, Das Opernmagazin, die französische Opera Online, den Online Merker und gelegentlich für Concerto und für die Richard-Wagner-Verbände Turku und München. Seine Kritiken erscheinen auch auf der sogenannten Richard Wagner Werkstatt und im Journal der Freunde von Bayreuth. Bis zu deren Einstellung schrieb er auch für die Bayreuther Festspielnachrichten.
Sein besonderes Interesse für das Werk Richard Wagners begann 1966/67 mit einem Besuch der Oper Lohengrin an der Wuppertaler Oper, er besuchte seit 1969 fast alle Neuinszenierungen bei den Bayreuther Festspielen sowie weltweit über 110 „Ring“-Inszenierungen, davon 70 komplett.
Sein spezielles Interesse gilt den interkulturellen Aspekten der Wagner-Rezeption im internationalen Kontext. Dazu konzipierte und leitete er anlässlich der zyklischen Aufführung des Rings des Nibelungen beim Amazonas Opernfestival (FAO) in Manaus 2005 ein internationales Symposium zum Thema „Richard Wagners ‚Ring des Nibelungen‘ als kulturelle Brücke zwischen Europa und Südamerika“, in Zusammenarbeit mit dem FAO, dem Neuen Merker und dem Goethe-Institut Rio de Janeiro. Weitere Symposien zu Richard Wagner und König Ludwig II. sowie zum Wagnerschen Regietheater folgten 2015 in Füssen, wo er auch Programmberater beim Sofioter Ring des Nibelungen war, sowie 2016 zum Thema „Wagnersches Regietheater versus traditioneller Inszenierungsstil“ in Sofia. 2016 war er Berater des Wagner-Verbandes Singapur für die erste Aufführung des Fliegenden Holländers und hielt die Einführungsvorträge.

### Privates
Sowohl privat als auch im Rahmen seiner UN-Tätigkeit besuchte Billand über 130 Länder. Seit 2001 sammelt er die Plakate von rezensierten Wagner-Neuinszenierungen und zeigte über 100 Exemplare in Ausstellungen in Bayreuth (im Alten Schloss Bayreuth), Budapest, Füssen, Genf und Wien.

## Mitgliedschaften
Seit 2011 ist Billand Mitglied der Music Critics Association of North America (MCANA), seit 2019 Mitglied der Richard Strauss Gesellschaft in Salzburg und seit 2020 Mitglied des Fördervereins Internationales Kurt-Masur-Institut. Er ist Mitglied der Wagner-Verbände Berlin, Leipzig, München, Nürnberg, Turku und Wien.

## Veröffentlichungen zu Wirtschaftsthemen (Auswahl)
- Regionale Entwicklung aus einzelwirtschaftlicher Sicht unter besonderer Berücksichtigung der ländlichen Industrialisierung im Nordosten Brasiliens. Band 932 Europäische Hochschulschriften: Volks- und Betriebswirtschaft, Verlag P. Lang, 1988, 390 S., ISBN 978-3631405901.
- mit Wolfgang König, Expedito da Fonseca: Industrial Cooperation Prospects between the Northeast of Brazil and Europe. Hrsg. Brazilian Ministry of the Interior and the Superintendency for the Development of the Northeast (SUDENE), Recife, Brasilien, 1978, 82 S.
- mit Wolfgang König: Techniques and Criteria for Classifying Small and Mediumscale Industry by Size. International Small Business Series N° 10. Hrsg.: Volkswirtschaftliches Institut für Mittelstand und Handwerk an der Universität Göttingen e.V. (ifh Göttingen), 1992, 19 S.
- Promotion of Small and Medium Industrial Enterprises at times of Globalization – Studies on the Development Potential of Small-scale Industrial Enterprises in Northeast Brazil. In: Hrsg: Klaus Müller, Ralf Paquin (Hrsg.), Small and Medium Enterprises in a Globalized World. Lohmar Verlag, Köln, 2003, S. 35–49.